# Quercus dentata
Quercus dentata Thunb. è un albero appartenente alla famiglia Fagaceae, originario dell'Asia orientale (Giappone, Corea e Cina).

## Tassonomia
Ne sono riconosciute tre sottospecie:
- Quercus dentata subsp. dentata
- Quercus dentata subsp. stewardii (Rehder) A.Camus
- Quercus dentata subsp. yunnanensis (Franch.) Menitsky